# Martin Mareš
Martin Mareš, né le 23 janvier 1982 à Blansko, est un coureur cycliste tchèque.

## Palmarès
- 2003
  - 3e du Tour de Vysočina
- 2004
  -  Champion de République tchèque sur route espoirs
  - 8e étape du Tour de l'Avenir
- 2005
  - Classement général du Tour du lac Qinghai
  - 3e de l'UCI Asia Tour
- 2007
  - 7e étape du Tour du lac Qinghai
  - 2e du Tour de Slovaquie
- 2008
  - Brno-Velká Bíteš-Brno
  - Memorial Jana Veselého
- 2009
  -  Champion de République tchèque sur route
- 2010
  - 3e étape du Hana Tour
  - 2e étape du Central European Tour
  - 2e du Hana Tour

## Classements mondiaux
| Année           | 2005  | 2006 | 2007 | 2008 | 2009 | 2010 |
| --------------- | ----- | ---- | ---- | ---- | ---- | ---- |
| UCI Asia Tour   | 3e    |      | 56e  |      |      |      |
| UCI Europe Tour | 1134e | 778e | 264e |      | 367e | 450e |